# Ibn al-Abbar
Ibn al-Abbar (àrab: ابن الأبار, Ibn al-Abbār), de nom complet Abu-Abd-Al·lah Muhàmmad ibn Abd-Al·lah ibn Àhmad ibn Abi-Bakr al-Qudaí (àrab: أبو عبد الله محمد بن عبدالله بن اخمد بن أبي بكر القضاعي, Abū ʿAbd Allāh Muḥammad ibn ʿAbd Allāh ibn Aḥmad ibn Abī-Bakr al-Quḍāʿī) (València, 1 de març de 1199 – Tunis, 6 de gener de 1260), fou un polític, historiador i literat andalusí.

## Biografia
Muhàmmad ibn al-Abbar va nàixer a Balansiya, l'any 1199. Al-Abbar és el sobrenom del seu avantpassat, potser indicatiu del seu ofici, fabricant d'agulles. Els al-Qudaí constituïen una família àrab establerta des d'antic a Onda. El seu pare, Abd-Al·lah ibn al-Abbar era un ulema que es va traslladar a València per completar els seus coneixements. Ibn al-Abbar va rebre la millor educació de son pare, i va tenir de mestres alguns dels més importants intel·lectuals andalusins, com Abu-al-Khattab ibn Wayid al-Qaysí o Abu-r-Rabi Sulayman ibn Musa ibn Sàlim al-Kalaí. Fou ulema, historiador de la vida intel·lectual de l'Àndalus i literat, poeta i prosista, i així se li obriren les portes de l'administració. Comença treballant com a secretari del governador de València Abu Abd-Al·lah Muhàmmad, i quan aquest es trasllada el 1217 a Sevilla, Ibn al-Abbar l'acompanya. El 1222, estant a Badajoz, va saber de la mort de son pare, i tornà ràpidament a València, on quedà sota la tutela del seu mestre, Abu-r-Rabi ibn Sàlim. Entrà en aquesta època a treballar de secretari del governador Abū Zayd i alhora es casà amb una dona de la família d'Ibn al-Wazir, originària de Paterna.
L'any 1229, Zayyan ibn Mardanix es revolta contra els almohades i Abu-Zayd va haver de fugir amb el seu secretari Ibn al-Abbar a terres cristianes sota la protecció de Jaume I perquè l'ajudara a recuperar València, mitjançant el conveni de Calataiud. Prompte, el mateix any, Ibn al-Abbar torna a terres andalusines, primer a Guadix, i més tard a Xàtiva, on viurà a l'ombra del governador, el seu amic Abu-l-Hussayn al-Khazrají. El 1235 es trobava com a cadi de Dénia (Dàniyya), ara reconciliat amb Zayyan, que en l'època almohade havia sigut alcaid d'Onda, d'on era la família d'Ibn al-Abbar, i Zayyan, el 1236, l'anomena el seu visir.
Jaume I ataca el territori valencià i quan inicia el setge de València, Zayyan decidí enviar una ambaixada a demanar socors a Abu-Zakariyyà, l'emir hàfsida de Tunísia, posant-hi al capdavant lbn al-Abbar. Allí recità la seua famosa poesia: 
| « | Veniu devers València amb els vostres genets! Enllà, les nostres gents han caigut en desgràcia. A les mesquites, ara esglésies, la crida a l'oració s'ha fet vol de campanes. Quanta pèrdua! Com reviure el passat? Només són ruïnes els col·legis aquells on tothom recitava l'Alcorà! El jardí que amb delit ens encantava els ulls, les arbredes verdejants ja s'han assecat i endurit. Els paratges dels voltats ja no existeixen, aquells que el vianant convidaven per romandre o passejar. Un infidel ha vingut a esborrar tanta bellesa; designat pel destí per a dur-li perdició, desfer-la vol a trossos, i ni dorm ni reposa. Veniu devers València amb els vostres genets! | » |

Emocionat, el soldà Abu-Zakariyyà decidí ajudar-los i, tot i que no aportà cap soldat, envià dotze naus amb armes i diners, però en arribar a València es trobaren el port bloquejat i hagueren de desviar-se a Dénia.
Quan Ibn al-Abbar arribà a València, els seus habitants ja es disposaven a retre la ciutat a Jaume I. Zayyan el trià mitjancer en les negociacions i el 29 de setembre de 1238 signaren l'acta de capitulació. De València anà cap a Dénia, des d'on tornà a ser expulsat més tard, davant l'avanç cristià. Després d'un nou viatge a Tunísia el 1239 per tornar a demanar ajuda pel que queda del seu país, Ibn al-Abbar tornà amb Zayyan l'any 1240 a Múrcia, però poc després emigrà de nou amb la seua família a Tunísia, on romandrà la resta de la seua vida, tot recordant la pàtria perduda.
L'emir va acollir Ibn al-Abbar de manera excel·lent, fent-lo el seu panegirista i l'escrivà de la seua divisa en els documents oficials. Però el fet de ser substituït en aquesta última funció per un escrivà oriental el feu protestar, i l'emir el desterrà a Bugia el 1248. Allà mateix redactà una disculpa, el llibre anomenat El perdó dels secretaris, en la introducció del qual demanà a l'emir i al seu hereu que el perdonaren. Fou perdonat per Abu-Zakariyyà, que morí poc després.
El seu fill i successor al-Mustànsir, que amb el temps esdevingué un monarca cruel per tal com hagué de sufocar constants revoltes per consolidar el regne, nomenà Ibn al-Abbar el seu conseller. L'any 1252, al-Mustànsir el desterra de nou a Bugia com fera son pare abans. El 1259 Ibn al-Abbar rebé una carta de perdó, però un any més tard els seus enemics tramaren contra ell un complot, que desembocà en la seua condemna a mort. Es desconeix la causa exacta de la seua execució, però se'n barallen diverses: que havia fet un horòscop al príncep hereu que havia desagradat a son pare, que se l'acusava de practicar l'astrologia i de ser xiïta, que havia parlat o escrit malament del seu emir o que estava implicat en una gran conspiració. El resultat és que el califa va manar fer un registre de sa casa als seus pitjors enemics, que van trobar allí un vers en què insultava així al-Mustànsir: «A Tunis regna un tirà a qui nèciament diuen califa». Ibn al-Abbar morí llancejat el 6 de gener de 1260, i el seu cadàver i els seus llibres foren cremats.

## Obra
Ibn al-Abbar escrigué 45 llibres, dels quals només 6 es conserven. Tractà en la seva obra diversos camps: biografies, crítica literària, poesia, teoria religiosa, i assaigs.
Biografies
- Mu’jam o Mu’jam fi ashab Abu ‘Ali as-Sadafi (Diccionari dels deixebles d'Abu ‘Ali as-Sadafi). Repertori biogràfic dels seus mestres.
- Takmila o at-Takmila fi kitab as-Sila (Suplement a les addicions biogràfiques). Repertori biogràfic dels savis andalusins.[12][13]
- Kitab al-Hulla as-siyara (Llibre de la túnica recamada). Repertori biogràfic de personalitats d'Al-Àndalus i el Magrib, escrit a Bugia el 1248.[14]

Crítica literària
- Tuhfat al-qadim (Regal del qui arriba). Crítica literària i recull biogràfic dels poetes andalusins.
- Ma’adin al-luyain fi marati al-Husayn (Filó d'argent. Estudi sobre les elegies dedicades a Husayn).
- Hidaya almu'tarif fi-l-mu'talif wa-l-muẖtalif (Guia profitosa per l'inquiet en l'harmonia i la dissensió).

Poesia
- Diwan. Cançoner de les seues poesies.[15]
  - Qita’ ar-riyad (Recorregut en el parc). Antologia poètica.

Assaig
- I’tab al-kuttab (Perdó dels secretaris). Història d'altres funcionaris que caigueren en desgràcia, foren perdonats i rehabilitats, escrit durant el seu empresonament a Bugia.

Teoria religiosa
- Durar as-simt fi aẖbar as-sibt (L'enfilall de perles. Notícies sobre el llinatge del profeta). Un llibret sobre Alí, cosí de Mahoma.